# 브루스 맥도널드

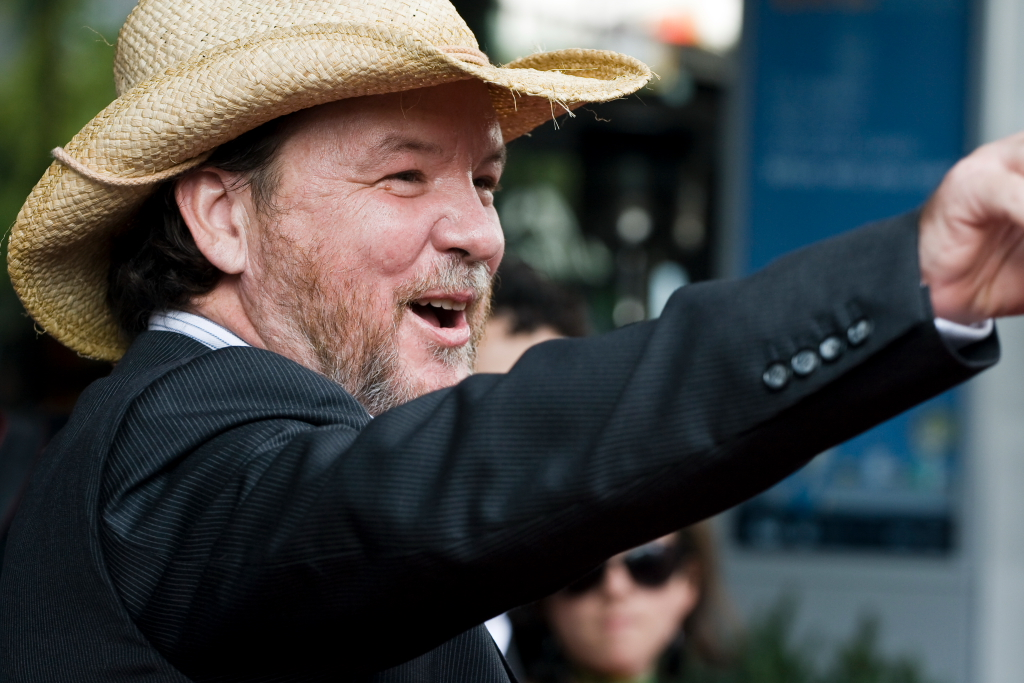

브루스 맥도널드(Bruce McDonald, 1959년 5월 28일 ~ )는 캐나다의 영화 감독, 각본가, 영화 프로듀서, 영상 편집자이다.
킹스턴에서 태어났다.

## 영화
- 드림랜드 (2019년)
- 윌도우 (2016년)
- 헬리온스 (2015년)
- 남편 (2013년)
- 뮤직 프롬 더 빅 하우스 (2010년)
- 하드 코어 로고 2 (2010년)
- 트리거 (2010년)
- 브로큰 러브송 (2010년)
- 폰티풀 (2008년)
- 트레이시: 파편들 (2007년)
- 클레어 작전 (2001년)
- 퀴어 애즈 포크 (2000년)
- 플래티넘 (1997년)
- 플래시 포워드 (1996년)
- 댄스 미 아웃사이드 (1995년)
- 레디 오어 낫 (1993년)
- 하드 코어 로고 (1992년)
- 하이웨이 61 (1991년)
- 로드킬 (1989년)
- 스피킹 파트 (1989년)
- 노크! 노크! (1985년)
- 더 빌 (1984년)